# Univerza Naresuan
Univerza Naresuan (tajsko: มหาวิทยาลัยนเรศวร) je javna univerza v Phitsanuloku na Tajskem. V sklopu univerze deluje 16 fakultet in 184 podiplomskih programov s skupno več kot 24.486 študenti in 1.500 profesorjev (2020), 1 raziskovalni inštitut, univerzitetna knjižnica in univerzitetna bolnišnica. Univerza se imenuje po tajskemu kraljiu Naresuanu.
Ustanovljena je bila leta 1967 kot nekdanji kampus Univerza Srinakharinwirot, sedanje ime pa nosi od 29. julija 1991. Zdaj je ena izmed slavnih univerz na Severnem Tajskem Trenutni rektor je prof. Sarinthipa Tanthani.

## Članice univerze

### Trenutne članice
- Biotehniška fakulteta
- Fakulteta za poslovna administracija, ekonomska in komunikacije
- Fakulteta za arhitekturo
- Fakulteta za družbene vede
- Fakulteta za tehniko
- Filozofska fakulteta
- Medicinska fakulteta
- Naravoslovno-tehniška fakulteta
- Pedagoška fakulteta[9]
- Pravna fakulteta
- Fakulteta za zdravstveno nego
- Fakulteta za farmacevtske vede
- Fakulteta za javno zdravje
- Fakulteta za humanistične študije
- Fakulteta za stomatologijo
- Mednarodni kolidž univerze Naresuan (NUIC)

## Partnerske univerze
- Univerza Tunku Abdul Rahman (Malezija)
- Univerza na Primorskem[10]